# 62 Eridani
62 Eridanus (b Eridanus) é uma estrela na direção da Eridanus. Possui uma ascensão reta de 04h 56m 24.19s e uma declinação de −05° 10′ 16.9″. Sua magnitude aparente é igual a 5.50. Considerando sua distância de 739 anos-luz em relação à Terra, sua magnitude absoluta é igual a −1.28. Pertence à classe espectral B6V.